# حمد عبد العزيز العيسى
الدكتور حمد بن عبد العزيز حمد العيسى باحث ومترجم سعودي مستقل. ولد في مدينة الدمام بالمملكة العربية السعودية المطلة على الخليج العربي, ويقيم بصورة دائمة في الدار البيضاء؛ المملكة المغربية.

## المنشأ والتعليم
ولد حمد العيسى في مدينة الدمام بالسعودية عام 1961. ويعود أصل عائلته إلى مدينة شقراء في نجد. حصل عام 1984 على بكالوريوس «هندسة مدنية» من جامعة الملك فهد للبترول والمعادن بالظهران. عمل العيسى كمهندس تخطيط في «أرامكو السعودية» خلال الفترة 1984-2004.

## التفرغ للكتابة والترجمة
حصل العيسى على تقاعد مبكر من «أرامكو السعودية» في سبتمبر 2004 وتفرغ للقراءة والكتابة والترجمة.
بدأ في الترجمة منذ عام 2002.
حصل عام 2012 على الدكتوراه في الترجمة العامة إنكليزي-عربي من جامعة لندن (University of London). يقوم العيسى منذ سنوات بنشر مواد مترجمة بصورة أسبوعية في الملحق الثقافي لجريدة «الجزيرة» السعودية.

## مؤلفاته
1. أسبوع رديء آخر (قصص قصيرة)، 2006.

## الترجمة
1. وارث الريح، مسرحية، جيروم لورنس وروبرت لي، (2005).
2. النصوص المحرمة، نصوص متمردة، مالكوم إكس وآخرون،(2007).
3. عقل غير هادئ، سيرة ذاتية مترجمة للدكتورة كيه ردفيلد جاميسون، (2008).
4. قضايا أدبية: نهاية الرواية وبداية السيرة الذاتية، نصوص ومقالات أدبية مترجمة، دانيال مندليسون وآخرون، (2010).
5. ضد النساء: نهاية الرجال وقضايا جندرية أخرى، نصوص جندرية، هانه روسين وآخرون، (2011).
6. قصص لا ترويها هوليوود مطلقا، خطب وحوارات ومقالات للمؤرخ هوارد زن، (2012).
7. حتى لا يعود جهيمان: حفريات أيديولوجية وملاحق وثائقية نادرة، دراسات فكرية، تومـاس هيغهامـر وستيفـان لاكروا، منتدى المعارف، بيروت (ط-1: 2013)، (ط-2: 2013)، (ط-3: 2014).
8. السعودية والمشهد الإستراتيجي الجديد، تحليل إستراتيجي، جاشوا تيتلبام، (2014).
9. زمن الفتنة: شيعة ضد سنة... وسنة ضد شيعة!، مخطوط لم ينشر، لارس برغر وآخرون، (2014).
10. قبل سقوط الشاه... بقليل، دراسة تاريخية/ سياسية/ اقتصادية، أندرو سكوت كوبر، (2014).
11. حزب الله الحجاز: بداية ونهاية تنظيم إرهابي، دراسة تاريخية/ سياسية، توبي ماثيسن، (2014).
12. دور إيران في محاولة الانقلاب الفاشلة عام 1981 بالبحرين، دراسة وثائقية تاريخية/ سياسية، حسن طارق الحسن، (2014).
13. التشيع في سوريا ليس خرافة، بحث ميداني، البروفيسور خالد سنداوي، (2014).
14. من قتل رفيق الحريري؟، تحقيق استقصائي، نيل ماكدونالد، (2014).
15. التهديد الإقليمي الإيراني من منظار سعودي، بحث في السياسة والعلاقات الدولية، لارس برغر، (2014).
16. وسيلة وليست غاية: لماذا تناصر إيران القضية الفلسطينية؟!، دراسة تاريخية/سياسية، تريتا بارسي، (2014).
17. من إرث أحمدي نجاد: تذمر الشعوب الإيرانية وانهيار الريال الإيراني، دراستان، جون برادلي وكيت منبعجي، (2014).
18. تمرد شيعة القطيف عام 1400 هـ، دراسة وثائقية تاريخية/سياسية، توبي غريغ جونز، (2014).
19. إيران والإخوان: علاقات ملتبسة، دراسة تاريخية/ سياسية، فريدريك (فِرِدْ) هاليداي، (2014).
20. حتى لا يعود جهيمان: حفريات أيديولوجية وملاحق وثائقية نادرة، تومـاس هيغهامـر وآخرون، مدارك للنشر، دبي، الطبعة الرابعة «الشاملة»: مزيدة *منقحة بالكامل مع دراستين جديدتين هامتين وملحقين إضافيين نادرين، (2014).
21. هل تراجع دور علماء الوهابية السياسي؟ عائلة آل الشيخ أنموذجا، بحوث ومقالات تاريخية/ سياسية، ألكساندر بلاي وآخرون، مخطوط لم ينشر، (2015).
22. انهيار «ترتيب فيصل» وتمرد الحركة الإسلاموية في السعودية، بحوث ومقالات تاريخية/سياسية، ريتشارد هرير دكميجان وآخرون، ، مخطوط لم ينشر (2015).
23. نهاية عصر الجزيرة، مقالات وتحقيقات استقصائية، رون ساسكايند وآخرون، (2015).
24. ربيع الكويت: مقدمات الحكومة المنتخبة. تأليف: كريستيان كوتس أولريخسن. صدر عن مؤسسة الانتشار (2015).[4]
25. شجرة نسب السلفية الجهادية دراسة ايديولوجية مع ملاحق وثائقية. تأليف: كوينتان فيكتورفيتش. صدر عن مؤسسة الانتشار (2015).[5]
26. هكذا تأخون السلف: مصر والكويت أنموذجين. تأليف: بيورن أولاف أوتفيك. صدر عن مؤسسة الانتشار (2015م).
27. الكويت: النظام البرلماني الكامل هو الحل. تأليف: مايكل هيرب. صدر عن المؤسسة العربية للدراسات والنشر (2017).[6]
28. اللعب بالنار: مشروع توريث جمال الذي أسقط مبارك و كاد أن يحرق مصر. تأليف: جيسون براونلي وآخرون. (2017).[7]
29. إشكالية الحضر والبدو في الكويت...وأسباب استمرار الانقسام الحضري-البدوي حتى الآن. تأليف: فرج النقيب وآخرون. (2020).
30. القنبلة: كبرى جرائم التاريخ. تأليف: هوارد زِنْ. صدر عن دار ذات السلاسل. (2022).[8]
31. تأثير سيد قطب في الثورة الإسلامية الإيرانية. تأليف: يوسف أونال وآخرون. صدر عن المؤسسة العربية للدرات والنشر (2023).[9]

## مشروع «مختارات د. حمد العيسى» (دراسات نادرة)
تجاوز د. العيسى في مارس 2015 حاجز «مليون» كلمة مترجمة من الإنكليزية إلى العربية، وبناء عليه دشن د. العيسى مشروعاً شخصياً خاصاً في الترجمة تحت عنوان «مختارات د. حمد العيسى» (دراسات نادرة) حيث سيقوم فيه بترجمة دراسات نوعية نادرة تتناول مختلف القضايا الفكرية.

## روابط خارجية
1. ↑  "معلومات عن حمد العيسى على موقع sports-reference.com". sports-reference.com. مؤرشف من الأصل في 2019-10-02.
2. ↑  ميرزا الخويلدي، ميرزا (7 أبريل 2013). "د. حمد العيسى لجريدة الشرق الأوسط: العرب يعتبرون المترجم «مبدعاً من الدرجة الثانية»!". صحيفة الشرق الأوسط. مؤرشف من الأصل في 2024-04-02. اطلع عليه بتاريخ 2024-04-02.
3. ↑  "حمد". archive.aawsat.com. مؤرشف من الأصل في 2023-06-24. اطلع عليه بتاريخ 2023-06-24.
4. ↑  "ربيع الكويت". www.goodreads.com. مؤرشف من الأصل في 2017-02-02. اطلع عليه بتاريخ 2019-12-07.
5. ↑  "شجرة نسب السلفية الجهادية دراسة ايديولوجية مع ملاحق وثائقية". www.goodreads.com. مؤرشف من الأصل في 2019-12-18. اطلع عليه بتاريخ 2019-12-07.
6. ↑  "الكويت: النظام البرلماني الكامل هو الحل!!". www.al-jazirah.com. مؤرشف من الأصل في 2017-10-11. اطلع عليه بتاريخ 2019-12-07.
7. ↑  "حمد العيسى ترجم وأعدّ ... «اللعب بالنار»". Alrai-media. 25 أكتوبر 2016. مؤرشف من الأصل في 2022-08-21. اطلع عليه بتاريخ 2022-08-21.
8. 1 2  "صدور كتاب: «القنبلة: كبرى جرائم التاريخ»". www.al-jazirah.com. مؤرشف من الأصل في 2022-10-01. اطلع عليه بتاريخ 2022-08-21.
9. ↑  الوطن، الرياض : (3 فبراير 2023). "تأثير سيد قطب في الثورة الإسلامية الإيرانية". Watanksa. مؤرشف من الأصل في 2023-06-24. اطلع عليه بتاريخ 2023-06-24.{{استشهاد ويب}}:  صيانة الاستشهاد: علامات ترقيم زائدة (link)